# Wüstenkampagne
Die Wüstenkampagne (spanisch sowohl „Wüstenkampagne“ [„Campaña del Desierto“], „Eroberung der Wüste“ [„Conquista del Desierto“] oder „Wüstenkrieg“ [„Guerra del Desierto“]) war eine von General Julio Argentino Roca zwischen 1878 und 1880 durchgeführte Militärkampagne.  

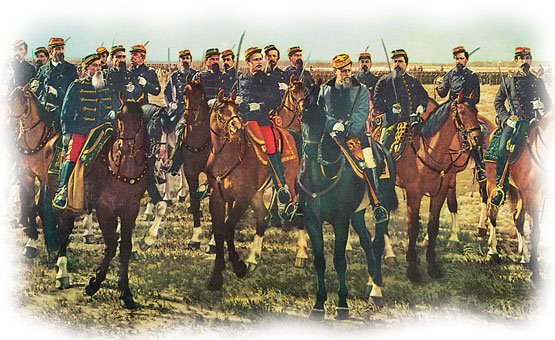
„Die Eroberung der Wüste“ von Juan Manuel Blanes (1830–1901), Ausschnitt

 Sie setzte eine über Jahrzehnte dauernde Reihe militärischer Aktionen der noch jungen argentinischen Nation fort, bei der verschiedene indigene Völker im Rahmen der Grenzkolonisation bekämpft wurden. Die Kampagne hatte das Ziel, die argentinisch-europäische Dominanz über die Pampa und Patagonien endgültig sicherzustellen. Mehr als 1.000 indigene Einwohner kamen ums Leben.

## Hintergrund
Die argentinische Staatsbildung begann mit der Mai-Revolution 1810 und führte 1816 zur Unabhängigkeit. In der Gouverneurszeit von Martín Rodríguez kam es in den Grenzbereichen nach Süden und Westen zwischen 1820 und 1824 zu Auseinandersetzungen mit indigenen Patagoniern, die von Juan Manuel de Rosas 1833/34 fortgeführt, aber nicht vollendet wurden. An den Handlungen beteiligt war der deutschstämmige Federico Rauch, der zwischen 1820 und seinem Tod im Kampf 1829 als „Schrecken der Wüste“ galt.

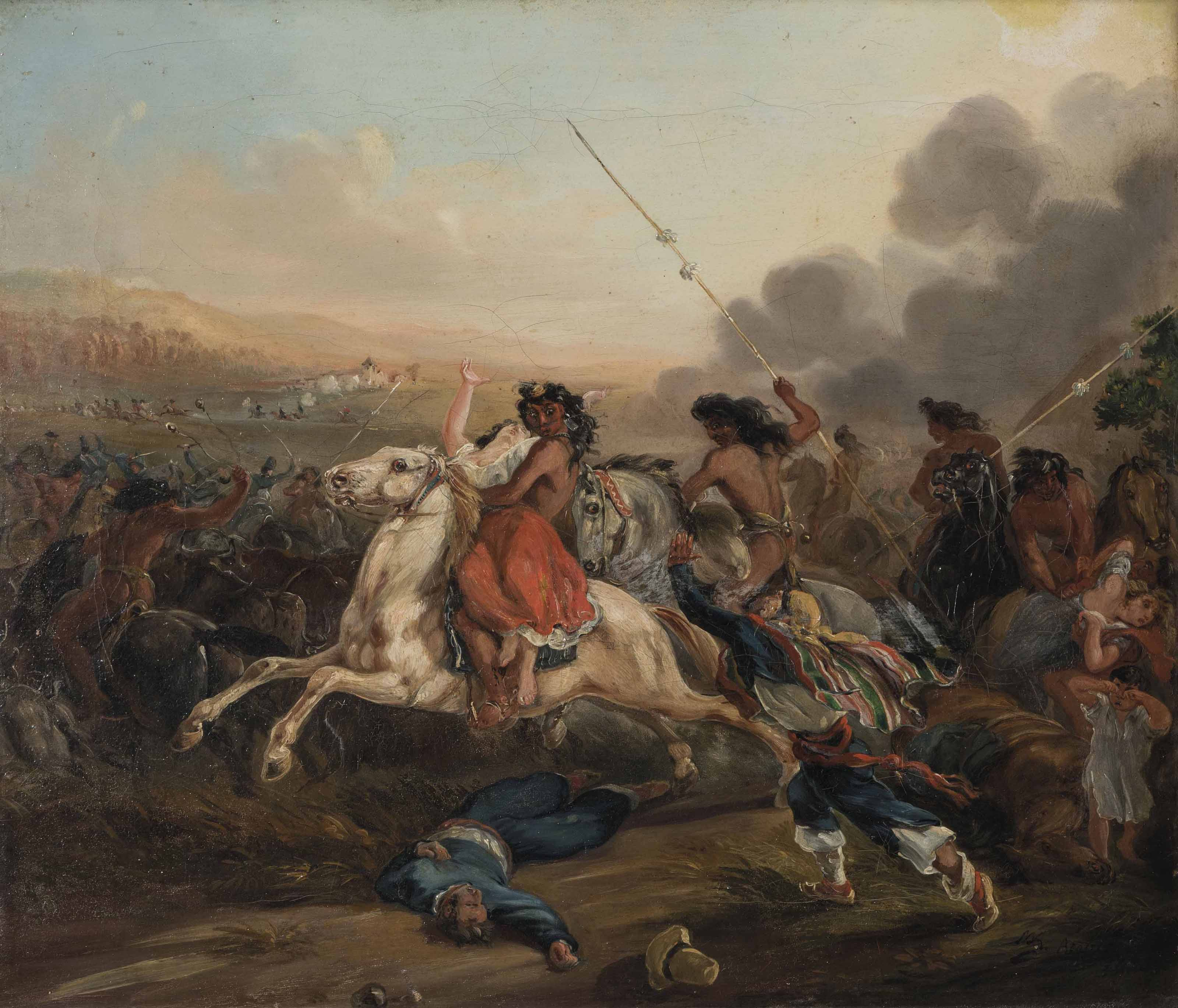
„El Malón“, Gemälde von Moritz Rugendas (1802–1858). „Malón“ war die Bezeichnung für einen Überfall berittener Mapuche auf europäische Siedler

In der Regierungszeit der Liberalen zwischen 1862 und 1880 traten die Kämpfe in ihr Endstadium. Für die anstehenden Feldzüge ließ Julio A. Roca in seiner Eigenschaft als Kriegsminister zur Legitimation 1878 ein Gesetz zur „Ausweitung der Grenzen bis zum Río Negro“ verabschieden, das vor allem dazu diente, Anleihen bei den künftigen Nutznießern aufzunehmen, damit der Feldzug finanziert werden konnte. Ziel sei die „Reinigung“ des Territoriums von als unterlegen geltenden Bevölkerungen gewesen, wobei auf Seiten des Militärs von einer Vernichtungsbereitschaft auszugehen gewesen sei.
Der Historiker Wolfgang Reinhard stellt fest, dass zwischen 1870 und 1914 5,5 Millionen Europäer eingewandert seien, was zu einer radikalen Europäisierung der Gesellschaft mit einem Wirtschaftsaufschwung geführt habe und so ein „Neues Europa“ entstanden sei. Das von Indianern entvölkerte Land habe die Anbaufläche für Weizen und Mais um das Fünfzehnfache erweitert, so dass das Land zu einem der führenden Exporteure für Getreide geworden sei. Wie die Weidewirtschaft zugenommen habe, lasse sich an der zwischen 1877 und 1881 erfolgenden Einfuhr von 50.000 Tonnen Stacheldraht aus den USA ablesen, wo er 1873 erfunden worden war. Parallel sei durch Investitionen vor allem aus England ein auf die Exporthäfen ausgerichtetes Eisenbahnnetz entstanden.
Parallel dazu und mit denselben Motiven und Hintergründen gab es auch Aktionen im Chaco, die erst 1884 abgeschlossen wurden.

## Resultate

### Folgen für die indigene Bevölkerung
Aus Mangel an Aufzeichnungen variieren die Angaben über die Opferzahlen auf Seiten der indigenen Bevölkerung. Mehr als 1000 indigene Bewohner kamen bei den Feldzügen ums Leben. Mehrere tausend Personen wurden gefangen genommen bzw. vertrieben. Darüber hinaus starben viele Überlebende an Krankheiten und Hunger. Einige Historiker sprechen von einem Völkermord.

### Folgen für die argentinische Wirtschaft
Unübersehbar hat sich nach der „Wüstenkampagne“ im Zusammenhang mit den Einwanderungswellen ein wirtschaftlicher Aufschwung ergeben. Resultat der Kampagne ist der effektive Besitz Patagoniens durch den argentinischen Nationalstaat, der 1884 durch die Errichtung der Territorien (und heutigen Provinzen) Neuquén, Río Negro, Chubut und Santa Cruz ihren Niederschlag fand. Das eroberte Land wurde für die Agrarwirtschaft genutzt und zum Grundstein für Argentiniens Wohlstand zu Beginn des 20. Jahrhunderts.

## Kontroverse um Julio Argentino Roca
An Roca erinnert heutzutage die Stadt General Roca oder das in Buenos Aires an zentraler Stelle errichteten Reiterstandbild. Heute wird jedoch darüber gestritten, ob der dafür entrichtete Preis an Entrechtung und Vernichtung der Indianer nötig gewesen sei. Diese Debatte entzündet sich am Ruf des „Eroberers der Wüste“ Julio Argentino Roca. Der Wortführer der Kritik ist der Historiker und Menschenrechtsaktivist Osvaldo Bayer, der in zahlreichen Stellungnahmen eine Entfernung aller öffentlichen Erinnerungen an Roca fordert und eine Schleifung des Reiterdenkmals in Buenos Aires durchsetzen möchte.  Anhaltspunkt für diese Kritik ist die Vernichtungsbereitschaft den Indianern gegenüber und infolgedessen die Frage, ob von Roca als einem für Völkermord Verantwortlichen zu sprechen wäre. So haben umgangssprachlich diejenigen, die den Krieg gegen die Indianer einen Völkermord nennen, aus seinem zweiten Vornamen „Argentino“ „Asesino“ (Mörder) gemacht: Julio Asesino Roca. Roca äußerte sich selbst zu seinem Vorgehen gegen die Indianer in der Zeitung La Prensa (Buenos Aires) am 1. März 1878 folgendermaßen: 
„Estamos como nación empeñados en una contienda de razas en que el indígena lleva sobre sí el tremendo anatema de su desaparición, escrito en nombre de la civilización. Destruyamos, pues, moralmente esa raza, aniquilemos sus resortes y organización política, desaparezca su orden de tribus y si es necesario divídase la familia. Esta raza quebrada y dispersa, acabará por abrazar la causa de la civilización.“
(„Wir befinden uns als Nation verstrickt in einen Rassenstreit, in dem der Eingeborene den im Namen der Zivilisation geschriebenen fürchterlichen Fluch seines Verschwindens auf sich trägt. Zerstören wir also guten Gewissens diese Rasse, vernichten wir ihre Ressourcen und politische Organisation, damit ihre Stammesordnung verschwinde und nötigenfalls ihre Familien aufgelöst werden. Diese bankrotte und verstreute Rasse wird sich schließlich der Sache der Zivilisation anschließen.“)
Daniel Feierstein, Direktor des Zentrums für Genozidstudien an der Universidad Nacional de Tres de Febrero (Buenos Aires), geht davon aus, dass es sich bei den Feldzügen gegen die Indianer um einen „genocidio constituyente“, also einen an die Staatsgründung gebundenen Völkermord handelt. So stellte Jürgen Osterhammel fest, dass im 19. Jahrhundert an den „Frontiers“ ganze Völker dezimiert oder zumindest ins Elend gestürzt worden seien, aber aus der Vernichtung Neues entstanden sei, nämlich Verfassungsstaaten.

## „Wüste“ als Metapher
Da es sich beim „Wüstenfeldzug“ um die Eroberung von Gebieten handelte, die wirtschaftlich genutzt werden sollten, stellt sich die Frage, was „Wüste“ hier bedeuten soll. In der argentinischen Forschung ist man sich inzwischen einig, dass „Wüste“ als ein Schlüsselwort des ideologisierten Eroberungsdiskurses betrachtet werden muss. Dabei geht es nicht um etwas den Argentiniern Eigentümliches, sondern um einen Gemeinplatz des europäischen Kolonialdenkens, das zwischen „Zivilisation“ und „Barbarei“ unterschied und die zivilisierten Europäer in der Rolle von „Kulturbringern“ gegenüber den die „Wüste“ bewohnenden „Barbaren“ der indigenen Völker sah (vgl. Domingo Faustino Sarmiento). So zitiert etwa Domenico Losurdo bei seiner Analyse des Kolonialgeschehens Alexis de Tocqueville mit einer Aussage aus seiner berühmten Schrift „Über die Demokratie in Amerika“ (1835/1840):
„Obwohl das ausgedehnte Land von zahlreichen Stämmen Eingeborener bewohnt war, kann man mit Recht behaupten, dass es zum Zeitpunkt seiner Entdeckung nichts als eine Wüste war. Die Indianer wohnten dort, aber sie besaßen es nicht, weil sich der Mensch nur mit der Landwirtschaft den Boden aneignet und die Ureinwohner Nordamerikas von den Jagderzeugnissen lebten. Ihre unerbittlichen Vorurteile, ihre unzähmbaren Leidenschaften, ihre Laster und mehr vielleicht noch ihre wilde Kraft händigten sie einer unvermeidlichen Zerstörung aus. Der Ruin dieser Bevölkerung begann am Tag, an dem die Europäer an ihren Küsten landeten, er ging unermüdlich voran und ist heute fast vollendet.“